# Jacek Lipiński
Jacek Zbigniew Lipiński (ur. 26 lutego 1966 w Łodzi) – polski prawnik i samorządowiec, od 2002 burmistrz Aleksandrowa Łódzkiego.

## Życiorys
Ukończył w 1989 studia prawnicze na Wydziale Prawa i Administracji Uniwersytetu Łódzkiego, odbył aplikację prokuratorską. Pracował jako asesor prokuratorski i następnie prokurator w Prokuraturze Rejonowej Łódź-Śródmieście. Został też wykładowcą w Departamencie Reform Ustrojowych Państwa Kancelarii Prezesa Rady Ministrów. W 1990 po raz pierwszy został wybrany na radnego Aleksandrowa Łódzkiego, w 1994 wszedł w skład zarządu tej gminy. W 2001 był jednym z założycieli lokalnych struktur Platformy Obywatelskiej.
W bezpośrednich wyborach samorządowych w 2002 (w II turze), 2006 (w I turze), 2010 (w I turze), 2014 (w I turze), 2018 (w I turze) i 2024 (w I turze) był wybierany na urząd burmistrza Aleksandrowa Łódzkiego.
W 2015 ogólnopolskie media obiegła informacja o nietypowej pomocy Jacka Lipińskiego dla bezdomnych zwierząt.
Odznaczony Złotym Medalem za Zasługi dla Policji (2012) oraz Odznaką Honorową za Zasługi dla Samorządu Terytorialnego (2015).